# Víctor Reyes
 (février 2025).
La mise en forme du texte ne suit pas les recommandations de Wikipédia : il faut le « wikifier ».
Les points d'amélioration suivants sont les cas les plus fréquents. Le détail des points à revoir est peut-être précisé sur la page de discussion.
- Les titres sont pré-formatés par le logiciel. Ils ne sont ni en capitales, ni en gras.
- Le texte ne doit pas être écrit en capitales (les noms de famille non plus), ni en gras, ni en italique, ni en « petit »…
- Le gras n'est utilisé que pour surligner le titre de l'article dans l'introduction, une seule fois.
- L'italique est rarement utilisé : mots en langue étrangère, titres d'œuvres, noms de bateaux, etc.
- Les citations ne sont pas en italique mais en corps de texte normal. Elles sont entourées par des guillemets français : « et ».
- Les listes à puces sont à éviter, des paragraphes rédigés étant largement préférés. Les tableaux sont à réserver à la présentation de données structurées (résultats, etc.).
- Les appels de note de bas de page (petits chiffres en exposant, introduits par l'outil «  Source ») sont à placer entre la fin de phrase et le point final[comme ça].
- Les liens internes (vers d'autres articles de Wikipédia) sont à choisir avec parcimonie. Créez des liens vers des articles approfondissant le sujet. Les termes génériques sans rapport avec le sujet sont à éviter, ainsi que les répétitions de liens vers un même terme.
- Les liens externes sont à placer uniquement dans une section « Liens externes », à la fin de l'article. Ces liens sont à choisir avec parcimonie suivant les règles définies. Si un lien sert de source à l'article, son insertion dans le texte est à faire par les notes de bas de page.
- La présentation des références doit suivre les conventions bibliographiques. Il est recommandé d'utiliser les modèles {{Ouvrage}}, {{Chapitre}}, {{Article}}, {{Lien web}} et/ou {{Bibliographie}}. Le mode d'édition visuel peut mettre en forme automatiquement les références.
- Insérer une infobox (cadre d'informations à droite) n'est pas obligatoire pour parachever la mise en page.

Pour une aide détaillée, merci de consulter Aide:Wikification.
Si vous pensez que ces points ont été résolus, vous pouvez retirer ce bandeau et améliorer la mise en forme d'un autre article.
Pour les articles homonymes, voir Reyes.
Víctor Reyes, né le 25 février 1962 à Salamanque (Espagne), est un musicien et compositeur espagnol, connu par ses collaborations dans les domaines du cinéma et de la télévision.
Parmi ses œuvres les plus populaires figurent les bandes sonores de Buried et Grand Piano, deux films ayant remporté le prix de la Meilleure bande sonore de l'International Film Music Critics Association (IFMCA), et celle de la série The Night Manager, lauréat d'un Emmy en 2016,.

## Filmographie partielle

### Au cinéma
- 1996 : Como un relámpago
- 1999 : Lisboa
- 2000 : Hollywood liste rouge
- 2002 : En la ciudad sin límites
- 2005 : 15 días contigo
- 2007 : Lola, la película
- 2010 : Buried
- 2012 : Red Lights
- 2013 : Grand Piano
- 2017 : Perfectos desconocidos
- 2017 : Cold Skin
- 2018 : Blackwood, le pensionnat
- 2019 : Finding Steve McQueen
- 2021 : El amor en su lugar (es)

### À la télévision
Séries télévisées
- 2016 : The Night Manager : L'Espion aux deux visages
- 2018-2020 : Permis de vivre
- 2021 : Scary Stories
- 2022-2024 : Entrevías

## Récompenses et distinctions
Víctor Reyes a remporté dix victoires et a été nommé à douze reprises.
- Médailles du Círculo de Escritores Cinematográficos[4],[5]

| Année | Catégorie         | Film                     | Résultat |
| ----- | ----------------- | ------------------------ | -------- |
| 2013  | Meilleure musique | Grand Piano              | Lauréat  |
| 2021  | Meilleure musique | El amor en su lugar (es) | Lauréat  |

- Prix Feroz[6]

| Année | Catégorie                   | Film                     | Résultat   |
| ----- | --------------------------- | ------------------------ | ---------- |
| 2014  | Meilleure musique originale | Grand Piano              | Lauréat    |
| 2022  | Meilleure musique originale | El amor en su lugar (es) | Nomination |

- Prix Emmy[2]

| Année | Catégorie                                                            | Film                              | Résultat   |
| ----- | -------------------------------------------------------------------- | --------------------------------- | ---------- |
| 2016  | Outstanding Music Composition For À Limited Séries, Movie Or Special | The Night Manager (El infiltrado) | Lauréat    |
| 2016  | Outstanding Original Main Title Theme Music                          | The Night Manager (El infiltrado) | Nomination |